# Кубок Европейской конфедерации волейбола среди женщин 2023/2024
44-й розыгрыш Кубка Европейской конфедерации волейбола (ЕКВ) среди женщин проходил с 7 ноября 2023 по 20 марта 2024 года с участием 31 клубной команды из 16 стран-членов Европейской конфедерации волейбола. Победителем турнира стала итальянская команда «Реале Мутуа Фенера» (Кьери).

## Система квалификации
24 места в Кубке Европейской конфедерации волейбола 2023/2024 были распределены по рейтингу ЕКВ на сезон 2023/2024, учитывающему результаты выступлений клубных команд стран-членов ЕКВ в Кубке ЕКВ и Кубке вызова ЕКВ на протяжении трёх сезонов (2019/2020—2021/2022). Согласно ему места в розыгрыше получили клубы 17 стран:Турция, Италия (обе по 1 команде, так как в основной турнир Лиги чемпионов 2024 эти страны имели возможность напрямую заявить по 3 представителя), Германия, Румыния, Франция, Венгрия, Чехия, Швейцария, Бельгия (все по 2 команды), Хорватия, Греция, Словения, Испания, Сербия, Польша, Россия, Португалия (все по 1 команде). От заявки отказались оба представителя Румыния, один представитель Чехии и представитель Греции, а клуб из России исключён из розыгрыша. По одному вакантному месту предоставлено Сербии, Польше и Боснии и Герцеговине. Ещё два места в розыгрыше остались незанятыми.
Также в розыгрыш Кубка с первой стадии включены 6 команд, не прошедших квалификацию Лиги чемпионов 2023/2024. С четвертьфинала к соревнованиям подключились 4 команды, занявшие в группах предварительного этапа Лиги чемпионов третьи места и не прошедшие в плей-офф Лиги.

## Команды-участницы
Не квалифицировавшиеся в предварительный этап Лиги чемпионов
| Страна               | Команда                      |  |
| -------------------- | ---------------------------- |  |
| Хорватия             | «Младост» (Загреб)           |  |
| Чехия                | «Кралово Поле» (Брно)        |  |
| Черногория           | «Херцег-Нови»                |  |
| Испания              | «Гран-Канария» (Лас-Пальмас) |  |
| Босния и Герцеговина | «Гацко»                      |  |
| Израиль              | «Хапоэль» (Кфар-Сава)        |  |

Не прошедшие в плей-офф Лиги чемпионов (из числа занявших в группах Лиги третьи места)
| Страна  | Команда                      |  |
| ------- | ---------------------------- |  |
| Сербия  | «Единство» (Стара-Пазова)    |  |
| Венгрия | «Вашаш-Обуда» (Будапешт)     |  |
| Польша  | «Грот-Будовляни» (Лодзь)     |  |
| Франция | «Волеро Ле-Канне» (Ле-Канне) |  |

Заявленные непосредственно в Кубок ЕКВ
| Страна               | Команда                                        |                                                                      |
| -------------------- | ---------------------------------------------- | -------------------------------------------------------------------- |
| Турция               | «Тюрк Хава Йоллары» (Стамбул)                  | по итогам чемпионата Турции 2023 (4-е место)                         |
| Германия             | «Шверинер-Палмберг» (Шверин)                   | 3-й призёр чемпионата Германии 2023                                  |
| Германия             | «Дрезднер» (Дрезден)                           | по итогам чемпионата Германии 2023 (4-е место)                       |
| Франция              | «Безье» (Безье)                                | 3-й призёр чемпионата Франции 2023                                   |
| Франция              | «Леваллуа Пари Сен-Клу» (Париж/Леваллуа-Перре) | 2-я команда по итогам предварительного этапа чемпионата Франции 2023 |
| Венгрия              | «Светельски-Бекешчаба» (Бекешчаба)             | 2-й призёр чемпионата Венгрии 2023                                   |
| Венгрия              | «Сент-Бенедек» (Балатонфюред)                  | 3-й призёр чемпионата Венгрии 2023                                   |
| Италия               | «Реале Мутуа Фенера» (Кьери)                   | 4-я команда по итогам предварительного этапа чемпионата Италии 2023  |
| Чехия                | «Шельмы» (Брно)                                | 2-й призёр чемпионата Чехии 2023                                     |
| Швейцария            | «Витеос Невшатель ЮК» (Невшатель)              | Чемпион Швейцарии 2023                                               |
| Швейцария            | «Дюдинген» (Дюдинген)                          | 2-й призёр чемпионата Швейцарии 2023                                 |
| Бельгия              | «Гент» (Гент)                                  | 2-й призёр чемпионата Бельгии 2023                                   |
| Бельгия              | «Аудегем» (Дендермонде)                        | 3-й призёр чемпионата Бельгии 2023                                   |
| Хорватия             | «Келтекс» (Карловац)                           | 3-й призёр чемпионата Хорватии 2023                                  |
| Словения             | «Нова-КБМ-Браник» (Марибор)                    | 3-й призёр чемпионата Словении 2023                                  |
| Испания              | «Тенерифе Либбис Ла-Лагуна» (Ла-Лагуна)        | 2-й призёр чемпионата Испании 2023                                   |
| Сербия               | «Железничар» (Лайковац)                        | 3-й призёр чемпионата Сербии 2023                                    |
| Сербия               | «Црвена Звезда» (Белград)                      | по итогам чемпионата Сербии 2023 (4-е место)                         |
| Польша               | «Хемик» (Полице)                               | 3-й призёр чемпионата Польши 2023                                    |
| Польша               | БКС (Бельско-Бяла)                             | по итогам чемпионата Польши 2023 (4-е место)                         |
| Португалия           | «Академия Жозе Морейра» (Порту)                | Чемпион Португалии 2023                                              |
| Босния и Герцеговина | «Бимал-Единство» (Брчко)                       | 2-й призёр чемпионата Боснии и Герцеговины 2023                      |

## Система проведения розыгрыша
В розыгрыше принимает участие 31 команда, из которых 5 — выбывшие из квалификационного раунда Лиги чемпионов и ещё 4 — занявшие в группах предварительного этапа Лиги чемпионов третьи места и не прошедшие в плей-офф Лиги. На всех стадиях турнира применяется система плей-офф, то есть команды делятся на пары и проводят между собой по два матча с разъездами. Победителем пары выходит команда, одержавшая две победы. В случае равенства побед победителем становится команда, набравшая в рамках двухматчевой серии большее количество очков (за победу 3:0 и 3:1 даётся 3 очка, за победу 3:2 — 2 очка, за поражение 2:3 — 1, за поражение 1:3 и 0:3 очки не начисляются). Если обе команды при этом набирают одинаковое количество очков, то назначается дополнительный («золотой») сет, победивший в котором выходит в следующий раунд соревнований.
После 1/8-финала проводится раунд плей-офф, победители которого (4 команды) в четвертьфинале встречаются с командами, выбывшими из Лиги чемпионов (занявшими на групповом этапе Лиги третьи места и не прошедшими в плей-офф Лиги). 

## 1/16 финала
7-9.11/ 14-15.11.2023
 «Кралово Поле» (Брно) —  «Железничар» (Лайковац)
7 ноября. 1:3 (21:25, 25:19, 22:25, 9:25).
15 ноября. 3:2 (25:20, 17:25, 25:12, 20:25, 15:13).
 «Херцег-Нови» —  «Леваллуа Пари Сен-Клу» (Париж|Леваллуа-Перре)
7 ноября. 0:3 (14:25, 16:25, 18:25).
15 ноября. 0:3 (17:25, 16:25, 20:25).
 «Црвена Звезда» (Белград) —  «Тенерифе Либбис Ла -Лагуна» (Ла-Лагуна)  
7 ноября. 3:0 (25:18, 25:23, 25:14).
15 ноября. 3:2 (25:21, 23:25, 25:27, 25:23, 15:11).
 «Бимал-Единство» (Брчко) —  «Безье»
7 ноября. 0:3 (16:25, 17:25, 17:25).
15 ноября. 0:3 (11:25, 9:25, 13:25).
 «Дюдинген» —  «Реале Мутуа Фенера» (Кьери)
7 ноября. 0:3 (14:25, 15:25, 18:25).
14 ноября. 0:3 (25:27, 7:25, 14:25).
 БКС (Бельско-Бяла) —  «Светельски-Бекешчаба» (Бекешчаба)  
8 ноября. 3:1 (22:25, 25:21, 25:17, 25:12).
15 ноября. 3:0 (25:21, 25:19, 26:24).
 «Гацко» —  «Келтекс» (Карловац)  
8 ноября. 3:2 (25:19, 20:25, 22:25, 25:19, 15:13).
15 ноября. 3:2 (19:25, 27:25, 25:21, 23:25, 15:8).
 «Гран-Канария» (Лас-Пальмас) —  «Дрезднер» (Дрезден)
8 ноября. 0:3 (23:25, 21:25, 30:32).
15 ноября. 0:3 (21:25, 15:25, 23:25).
 «Сент-Бенедек» (Балатонфюред) —  «Шельмы» (Брно)
9 ноября. 1:3 (25:14, 20:25, 21:25, 22:25).
14 ноября. 3:2 (19:25, 25:18, 25:20, 22:25, 15:13).
 «Аудегем» (Дендермонде) —  «Академия Жозе Морейра» (Порту)
9 ноября. 1:3 (20:25, 20:25, 25:22, 22:25).
14 ноября. 0:3 (16:25, 20:25, 20:25).
 «Младост» (Загреб) —  «Гент»  
9 ноября. 3:2 (25:21, 18:25, 25:21, 20:25, 15:11).
15 ноября. 3:0 (25:23, 25:20, 25:22).
 «Хемик» (Полице) —  «Хапоэль» (Кфар-Сава)  
Отказ «Хапоэля».
От участия в 1/16-финала освобождены:
 «Нова-КБМ-Браник» (Марибор)

 «Витеос Невшатель ЮК» (Невшатель)

 «Шверинер-Палмберг» (Шверин)

 «Тюрк Хава Йоллары» (Стамбул)

## 1/8 финала
28-29.11/ 5-7.12.2023
 «Црвена Звезда» (Белград) —  «Шельмы» (Брно)  
28 ноября. 3:1 (20:25, 26:24, 25:20, 25:21).
5 декабря. 3:2 (25:16, 22:25, 23:25, 25:11, 15:9).
 «Академия Жозе Морейра» (Порту) —  «Безье»
28 ноября. 3:2 (20:25, 25:23, 28:26, 20:25, 15:12).
5 декабря. 1:3 (25:23, 23:25, 24:26, 21:25).
 «Леваллуа Пари Сен-Клу» (Париж/Леваллуа-Перре) —  «Тюрк Хава Йоллары» (Стамбул)  
28 ноября. 3:2 (21:25, 25:16, 16:25, 25:21, 15:13).
5 декабря. 3:2 (25:20, 12:25, 25:23, 21:25, 15:12).
 «Хемик» (Полице) —  БКС (Бельско-Бяла)  
29 ноября. 3:0 (25:23, 25:13, 25:19).
7 декабря. 3:1 (16:25, 25:20, 25:18, 25:23).
 «Гацко» —  «Младост» (Загреб)
29 ноября. 0:3 (19:25, 10:25, 16:25).
5 декабря. 0:3 (14:25, 15:25, 23:25).
 «Нова-КБМ-Браник» (Марибор) —  «Витеос Невшатель ЮК» (Невшатель)
29 ноября. 1:3 (27:29, 20:25, 25:14, 19:25).
7 декабря. 2:3 (17:25, 12:25, 25:21, 25:16, 10:15).
 «Дрезднер» (Дрезден) —  «Шверинер-Палмберг» (Шверин)  
29 ноября. 3:0 (30:28, 25:23, 25:22).
5 декабря. 3:1 (16:25, 25:22, 25:21, 25:20).
 «Железничар» (Лайковац) —  «Реале Мутуа Фенера» (Кьери)
29 ноября. 0:3 (11:25, 12:25, 13:25).
7 декабря. 0:3 (19:25, 17:25, 19:25).

## Раунд плей-офф
9-11.01/ 16-18.01.2024
 «Младост» (Загреб) —  «Леваллуа Пари Сен-Клу» (Париж/Леваллуа-Перре)
9 января. 0:3 (21:25, 19:25, 23:25).
16 января. 0:3 (15:25, 24:26, 22:25).
 «Витеос Невшатель ЮК» (Невшатель) —  «Дрезднер» (Дрезден)  
10 января. 2:3 (25:21, 20:25, 25:18, 18:25, 11:15).
17 января. 3:1 (25:20, 13:25, 25:18, 25:22).
 «Реале Мутуа Фенера» (Кьери) —  «Хемик» (Полице)  
10 января. 3:1 (25:19, 16:25, 25:20, 25:19).
17 января. 3:2 (25:20, 25:21, 20:25, 33:35, 15:13).
 «Црвена Звезда» (Белград) —  «Безье»
11 января. 3:2 (15:25, 25:27, 25:19, 25:20, 15:13).
16 января. 0:3 (21:25, 22:25, 18:25).
В четвертьфинале против победителей пар раунда плей-офф играют 4 команды, занявшие в группах предварительного этапа Лиги чемпионов третьи места и выбывшие из розыгрыша —  «Единство» (Стара-Пазова),  «Вашаш-Обуда» (Будапешт),  «Грот-Будовляни» (Лодзь),  «Волеро Ле-Канне» (Ле-Канне).

## Четвертьфинал
30-31.01/ 6-7.02.2024
 «Единство» (Стара-Пазова) —  «Витеос Невшатель ЮК» (Невшатель)
30 января. 3:1 (25:27, 25:23, 25:20, 25:20).
7 февраля. 1:3 (23:25, 25:20, 19:25, 18:25). «Золотой» сет — 13:15.
 «Вашаш-Обуда» (Будапешт) —  «Леваллуа Пари Сен-Клу» (Париж/Леваллуа-Перре)
30 января. 1:3 (25:14, 20:25, 19:25, 20:25).
7 февраля. 2:3 (25:23, 15:25, 22:25, 25:21, 13:15).
 «Грот-Будовляни» (Лодзь) —  «Безье» 
31 января. 3:1 (20:25, 25:21, 25:20).
6 февраля. 3:2 (25:21, 25:16, 23:25, 20:25, 15:11).
 «Волеро Ле-Канне» (Ле-Канне) —  «Реале Мутуа Фенера» (Кьери)
31 января. 2:3 (25:22, 25:18, 23:25, 20:25, 13:15).
7 февраля. 2:3 (10:25, 25:19, 19:25, 25:20, 19:21).

## Полуфинал
21.02 / 27-28.02.2024
 «Грот-Будовляни» (Лодзь) —  «Витеос Невшатель ЮК» (Невшатель)
21 февраля. 1:3 (25:17, 21:25, 26:28, 22:25).
27 февраля. 3:1 (25:21, 25:21, 17:25, 25:23). «Золотой» сет — 13:15.
 «Реале Мутуа Фенера» (Кьери) —  «Леваллуа Пари Сен-Клу» (Париж/Леваллуа-Перре)
21 февраля. 3:2 (20:25, 25:17, 23:25, 25:15, 15:13).
28 февраля. 3:0 (25:22, 25:23, 25:23).

## Финал

### 1-й матч
| 13 марта 2024 | \| «Витеос Невшатель ЮК» (Невшатель) \| 0:3 cev.eu \| «Реале Мутуа Фенера» (Кьери) \| \| Ясмин Гросс (5) Мелин Пьерре (2) Тиата Скамбрай (19) Фабиана Бранка (2) Тесса Граббс (8) Мэдлайн Хайнс (9) Каролайн Делли (либеро) Аликс Де Микели Кьяра Петита Сара Трёш \| Голы \| Мэдисон Кингдон-Ришел (7) Камилла Вайтцель (12) Кая Гробельна (17) Эври Скиннер (13) Катерина Закхеу (4) Офелия Малинов (4) Илария Спирито (либеро) Ракеле Морелло Анна Грэй Ловет Оморуйи (1) Элена Роландо (1) \| | Невшатель Дворец спорта «Де ла Риверен» 2000 зрителей |
| Счёт по партиям — 23:25, 13:25, 24:26. Время матча — 1 час 9 минут. Судьи: Илиан Георгиев, Ярослав Маковский.                                                             | | |
| «Витеос Невшатель ЮК» (Невшатель) | 0:3 cev.eu | «Реале Мутуа Фенера» (Кьери) |
| Ясмин Гросс (5) Мелин Пьерре (2) Тиата Скамбрай (19) Фабиана Бранка (2) Тесса Граббс (8) Мэдлайн Хайнс (9) Каролайн Делли (либеро) Аликс Де Микели Кьяра Петита Сара Трёш | Голы | Мэдисон Кингдон-Ришел (7) Камилла Вайтцель (12) Кая Гробельна (17) Эври Скиннер (13) Катерина Закхеу (4) Офелия Малинов (4) Илария Спирито (либеро) Ракеле Морелло Анна Грэй Ловет Оморуйи (1) Элена Роландо (1) |

### 2-й матч
| 20 марта 2024 | \| «Реале Мутуа Фенера» (Кьери) \| 3:1 cev.eu \| «Витеос Невшатель ЮК» (Невшатель) \| \| Мэдисон Кингдон-Ришел (10) Камилла Вайтцель (9) Кая Гробельна (16) Эври Скиннер (11) Катерина Закхеу (11) Офелия Малинов (4) Илария Спирито (либеро) Элена Роландо Анна Грэй (2) Ловет Оморуйи Ракеле Морелло (1) Роми Ятцко (1) \| Голы \| Мелин Пьерре Тиата Скамбрай (6) Фабиана Бранка (3) Тесса Граббс (8) Мэдлайн Хайнс (14) Ясмин Гросс (1) Каролайн Делли (либеро) Табея Дальяр (либеро) Сара Трёш Нина Скрукка (1) Аликс Де Микели (1) Кьяра Петита Амели Ленгвайлер (1) \| | Турин Дворец спорта «Джанни Асти» 3970 зрителей |
| Счёт по партиям — 25:9, 25:20, 20:25, 25:13. Время матча — 1 час 19 минут. Судьи: Ясмин Хусейнович, Бурхан Ильхан. | | |
| «Реале Мутуа Фенера» (Кьери) | 3:1 cev.eu | «Витеос Невшатель ЮК» (Невшатель) |
| Мэдисон Кингдон-Ришел (10) Камилла Вайтцель (9) Кая Гробельна (16) Эври Скиннер (11) Катерина Закхеу (11) Офелия Малинов (4) Илария Спирито (либеро) Элена Роландо Анна Грэй (2) Ловет Оморуйи Ракеле Морелло (1) Роми Ятцко (1) | Голы | Мелин Пьерре Тиата Скамбрай (6) Фабиана Бранка (3) Тесса Граббс (8) Мэдлайн Хайнс (14) Ясмин Гросс (1) Каролайн Делли (либеро) Табея Дальяр (либеро) Сара Трёш Нина Скрукка (1) Аликс Де Микели (1) Кьяра Петита Амели Ленгвайлер (1) |

## Призёры
«Реале Мутуа Фенера» (Кьери): Элена Роландо, Ракеле Морелло, Илария Спирито, Эвери Скиннер, Роми Ятцко, Кая Гробельна, Мэдисон Кингдон-Ришел, Марта Антули, Анна Грэй, Фатим-Ясимина Коне, Ловет Оморуйи, Катерина Закхеу, Камилла Вайтцель, Офелия Малинов. Главный тренер — Джулио-Чезаре Бреголи.
  «Витеос Невшатель ЮК» (Невшатель): Каролайн Делли, Мэдлайн Хейнс, Кьяра Петита, Танаис Камелик, Мелин Пьерре, Табея Дальяр, Ясмин Гросс, Фабиана Бранка, Сара Трёш, Нина Скрукка, Аликс Де Микели, Тиата Скамбрай, Тесса Граббс, Амели Ленгвайлер. Главный тренер — Лорен Бертолаччи.